# Amblypsilopus sichuanensis
Amblypsilopus sichuanensis är en tvåvingeart som beskrevs av Yang 1997. Amblypsilopus sichuanensis ingår i släktet Amblypsilopus och familjen styltflugor. Inga underarter finns listade i Catalogue of Life.